# Live by Night
Live by Night (prt: Viver na Noite; bra: A Lei da Noite) é um filme americano de 2016, dos gêneros policial, drama, ação e suspense, estrelado, escrito, dirigido e co-produzido por Ben Affleck, baseado no romance Live by Night, de Dennis Lehane.
Tinha a data de estreia prevista em 13 de janeiro de 2017 Para além de Ben Affleck, conta com actuações de Chris Messina, Sienna Miller, Brendan Gleeson, Zoë Saldaña, Chris Cooper, Elle Fanning, Chris Sullivan e Scott Eastwood.

## Enredo
Situado nas décadas de 1920 e 1930, a história segue Joe Coughlin, o filho pródigo de um capitão da polícia de Boston. Depois de se mudar para Ybor City, Tampa, Flórida, ele se torna um contrabandista de bebidas alcoólicas e, mais tarde, um notório gângster.

## Elenco
- Ben Affleck como Joe Coughlin
- Chris Messina como Dion Bartolo
- Zoe Saldana como Graciela Suárez
- Sienna Miller como Emma Gould
- Brendan Gleeson como Thomas Coughlin
- Robert Glenister como Albert Branco
- Titus Welliver como Tim Hickey
- Remo Girone como Maso Pescatore
- Max Casella como Escavador Pescatore
- Chris Cooper como Irving Figgis
- Elle Fanning como Loretta Figgis
- Miguel como Esteban Suarez
- Gianfranco Terrin como Carmine Parone
- Anthony Michael Hall , como Gary Smith

## Produção

### Desenvolvimento
A Warner Bros. adquiriu os direitos de Dennis Lehane em abril de 2012 com a intenção de desenvolver o projeto com Leonardo DiCaprio , através da Appian Way Productions. Em outubro de 2012, foi anunciado que Ben Affleck iria dirigir, escrever e estrelar o projeto; ele e Jennifer Todd iria produzir através de sua produtora Pearl Street Filmes, juntamente com a produtora do DiCaprio e Jennifer Davisson Killoran. Em Maio de 2014, Lehane disse que tinha visto e adorado o roteiro de Affleck, mas iria iniciar as gravações quando Affleck estivesse de agenda livre. "Ele está interpretando Batman agora, então vamos ver o que acontece."

### Pré-produção
No verão de 2013, o filme de Affleck e membros da produção visitou Tampa, Florida e Lawrence, Massachusetts. Em agosto de 2013, foi relatado que a produção seria adiada de outono de 2013 para o outono de 2014, devido à Affleck está agindo compromissos Gone Girl (2014) e Batman vs Superman: A Origem de Justiça. Ele visitou vários locais em Brunswick, Geórgia no verão de 2014. Affleck, declarou em um de setembro de 2014, em uma entrevista que o filme tinha recebido "luz verde": "Era para começar a filmar em julho de 2015 e eu vou começar a preparar em Março. Temos um orçamento e temos locais." Em 4 de setembro de 2014, Sienna Miller, Zoe Saldana e Elle Fanning se juntou ao elenco do filme. Affleck visitou Brunswick, Geórgia, novamente, em fevereiro de 2015
Em 9 de julho de 2015, a Warner Brothers deu "luz verde" e o filme foi anunciado oficialmente. Miller, Saldana e Abanando estavam todos ainda anexados ao projeto. a Partir de agosto a dezembro de 2015, com outros membros do elenco foram gradualmente revelados, incluindo Chris Messina, Chris Cooper, Miguel, Max Casella, Scott Eastwood, Brendan Gleeson, Anthony Michael Hall e Titus Welliver.

## Lançamento
Em novembro de 2013, a Warner Bros. anunciou seu lançamento para o Natal de 2015. Em maio de 2014, a data de lançamento foi movida para o dia 17 de outubro de 2016 e em agosto de 2015, foi adiado novamente para 2017. Em março de 2016, a Warner Bros. confirmou que o filme seria lançado em 20 de outubro de 2017. Em junho de 2016, no entanto, a data de lançamento foi alterada para 13 de janeiro de 2017.